# ۴۷۳ (میلادی)
۴۷۳ (میلادی) چهارصد و هفتاد و سومین سال تقویم میلادی است.

## درگذشتگان
‎